# Šardinje
Šardinje – wieś w Słowenii, w gminie Ormož. 1 stycznia 2018 liczyła 143 mieszkańców.